# Lawana radiata
Lawana radiata är en insektsart som först beskrevs av William Lucas Distant 1906.  Lawana radiata ingår i släktet Lawana och familjen Flatidae. Inga underarter finns listade i Catalogue of Life.